# Bitwa pod Kloster Kamp
Bitwa pod Kloster Kamp – starcie zbrojne, które miało miejsce 15. października 1760 roku w trakcie wojny siedmioletniej

## Wstęp
Wczesną jesienią 1760 roku książę Ferdynand Brunszwicki, wódz sojuszniczej armii, znajdował się ze swą armią na linii rzeki Diemel. Francuzi zagrażali Hanowerowi. W ramach dywersji i dla odciągnięcia francuskich armii na zachód książę wysłał 20-tysięczną armię pod dowództwem Erbprinza w celu przejęcia twierdzy Wesel nad dolnym Renem.
Ufortyfikowane miasto Wesel leżało przy ujściu rzeki Lippe do Renu. Francuski dowódca przygotował miasto do odparcia ataku, niszcząc most na Renie tuż przy ujściu Lippe. Siły francuskie pod dowództwem generała-porucznika Marquis de Castries ruszyły z południowego wschodu aby uwolnić otoczony garnizon. Erbprinz otoczył Wesel i stwierdził, iż miasta nie da się wziąć szturmem, lecz tylko regularnym oblężeniem. Ciężka artyleria na potrzeby oblężenia musiała zostać ściągnięta z Holandii wraz ze sprzętem mostowym. Przeprawy zostały utworzone powyżej i poniżej miasta, armia Erbprinza przedostała się na zachodni brzeg w celu blokowania francuskiej odsieczy. Wojska generała Castries zajęły pozycje za Fossa Eugenica, nieużywaną częścią kanału biegnącego od Rheinberga do położonego na szczycie wzgórza Kloster Kamp opactwa. Castries zamierzał zaczekać na przybycie dalszych sił francuskich przed rozpoczęciem ataku na linie oblegających wokół Wesel.

## Bitwa
Erbprinz postanowił zaatakować armię Castries'a natarciem dookoła lewej flanki francuskiej na Kloster Kamp. Jego siły zaczęły swój pochód późnym wieczorem 15 października. Generał-major George Augustus Eliott dowodził awangardą (2 szwadrony pruskich huzarów, brytyjskie regimenty: the Royal Dragoons i the Inniskilling Dragoons oraz 87 i 88 regiment Highlanderów). Główne siły uderzeniowe były dowodzone przez generała porucznika Waldegrave (2 bataliony grenadierów, 20 regiment pieszy, 23 Królewski Regiment Walijski, 25 regiment pieszy, 2 bataliony hanowerskie i 2 bataliony heskie). Za nim szła kawaleria (brytyjski 10 regiment dragonów i 10 szwadrów kawalerii hanowerskiej i heskiej). Rezerwy dowodzone przez generała majora Howarda (11, 33 i 51 regiment pieszy oraz 5 batalionów heskich) znajdowały się kilka mil z tyłu.
Rozpoczęty w środku nocy atak sił Eliotta doprowadził do usunięcia Francuzów z opactwa na Kloster Kamp i wzięcia mostu nad kanałem. Odgłos strzałów ostrzegł o niebezpieczeństwie główne siły armii francuskiej. Część wyższych oficerów ruszyła naprzód na rekonesans. Wszyscy oni dostali się do niewoli. Jeden z nich Chevalier D’Assas, kapitan w regimentu z Owernii, skrzyknął swych żołnierzy zanim został przebity bagnetem. Regiment Owernii popędził do broni zaś wkrótce pojawiło się więcej francuskich regimentów.
Świtem brytyjskie i niemieckie regimenty piesze dołączyły do ataku, zaś regimenty Highlanderów rozlały się wokół francuskiej flanki. Atak był udany, zmuszono Francuzów do odwrotu i zdobyto wioskę Kamperbruch nad kanałem. Markiz de Castries, energiczny młody generał, ściągnął rezerwy i zawracając cofające się oddziały, ruszył do kontrataku na sojuszniczą piechotę. Teren był podzielony na małe, ogrodzone pola stwarzające spore trudności w trakcie ruchu rozwiniętych formacji. Udany atak spowodował złamanie formacji brytyjskich i niemieckich regimentów. Ich żołnierze wystrzelili już po około 24 pociski, a nie było żadnej możliwości dostarczenia im świeżej amunicji. Francuski kontratak zmusił sojuszniczą piechotę do odwrotu przez kanał. W tym krytycznym punkcie bitwy Erbprinz spadł z rannego konia, doznając kontuzji, które wyłączyły go na najbliższą godzinę z dowodzenia. Kiedy przyszedł do siebie, rozkazał przybyć na pole bitwy Howardowi z jego rezerwami. W tym czasie Francuzi wzmocnili swe ataki. 
Na zachodnim końcu kanału generał Eliott przejął inicjatywę, prowadząc trzy brytyjskie pułki kawalerii: Królewski, Inniskillings i 10. dragonów, do szarży wzdłuż południowego brzegu kanału. Szarża Eliotta powstrzymała francuski atak i umożliwiła alianckiej piechocie powrót na północny brzeg kanału. Regimenty Howarda nadchodzące z tyłu utworzyły kordon, który umożliwił powstrzymanie uciekającej znad kanału piechoty i jej reorganizację. Erbprinz, który powrócił na pole bitwy po upadku, rozkazał odwrót w kierunku Renu. Tam się okazało, iż most pontonowy został zniszczony przez szybki prąd rzeczny, zmuszając jego armię do pozostania na zachodnim brzegu rzeki przez dwa kolejne dni. Na szczęście dla sojuszników Castries nie wykorzystał powodzenia, czekając, na pozycjach za kanałem, na posiłki.
W kolejnych dniach sojusznicza armia przekroczyła Ren i zwinęła oblężenie Wesel. Spóźniony atak Castries'a nie był w stanie przeszkodzić w odwrocie sojuszników.